# Colossus

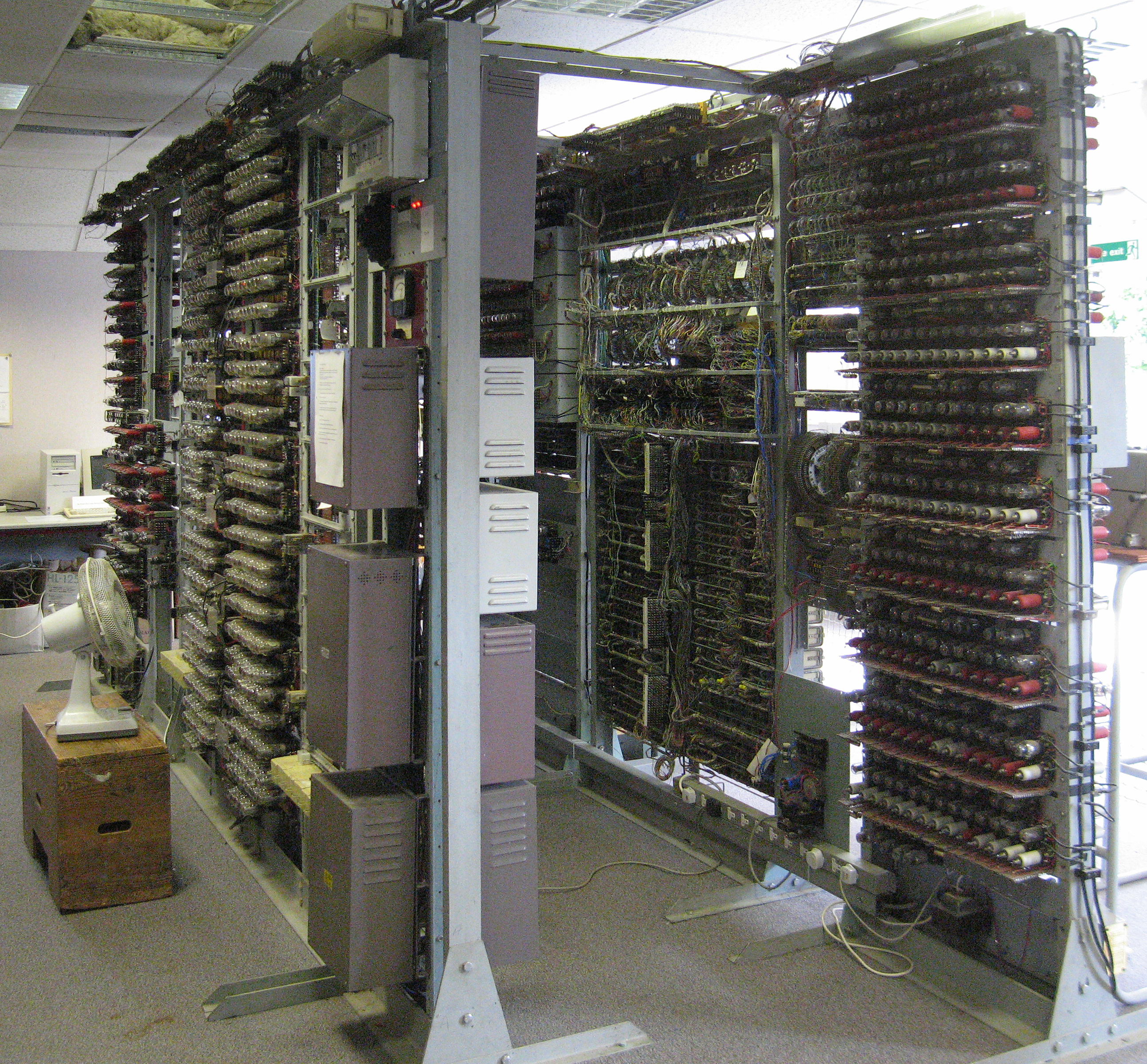
La replica funzionante di Colossus, realizzata nel 2007

Il Colossus è stato uno dei primi computer elettronici programmabili nella storia dell'informatica. Costruito e messo in opera nel Regno Unito, durante la seconda guerra mondiale, fu in grado di decifrare i codici sviluppati dalla cifratrice Lorenz SZ 40/42 usata dai nazisti per proteggere la corrispondenza fra Adolf Hitler e i suoi capi di stato maggiore, oltre che alle comunicazioni Purple e Red giapponesi, basate sulla tecnologia di Enigma. I servizi segreti britannici fecero di tutto per interpretare i codici dei nazisti, che però venivano cambiati quotidianamente.
Il Colossus, costruito in segreto per la Royal Navy, è stato uno dei primi, dopo la macchina di Atanasoff-Berry, ad usare le valvole termoioniche, fino ad allora usate solo da amplificatori, al posto dei relè: sfruttandone ben 1500, fu in grado di aumentare notevolmente la potenza di calcolo.
Colossus è preceduto unicamente dalla macchina Atanasoff–Berry Computer, anch'essa elettronica ma non programmabile, mentre la realizzazione di ENIAC è successiva di alcuni anni. Il suo primato cronologico, tuttavia, è stato riconosciuto in ritardo a causa del rigoroso segreto imposto dal Regno Unito, resistito per decenni anche dopo la conclusione della guerra.

## Storia
Il Colossus fu realizzato grazie alle precedenti esperienze della Bomba, macchina usata negli anni trenta dall'Ufficio Cifra polacco, ideata da Marian Rejewski.
Il Colossus venne progettato dal matematico Max Newman, basandosi sui concetti della macchina di Turing universale, e realizzato da Tommy Flowers nella Post Office Research Station a Dollis Hill. Il prototipo, Colossus Mark I, fu assemblato a Bletchley Park, dove lavorava Newman, nel febbraio del 1944. La versione migliorata, Colossus Mark II, fu installata nel giugno del 1944, e dieci altri Colossus furono costruiti prima della fine della guerra.
Il Colossus fu sviluppato per decifrare i messaggi codificati con la cifratrice-trasmettitrice Lorenz SZ 40/42. La macchina, programmabile, comparava due flussi di dati effettuando operazioni booleane. Un flusso era il messaggio da decifrare, mentre il secondo era generato dalla macchina che cercava di individuare la chiave di codifica effettuando delle prove e confrontando i risultati. Se una simulazione dimostrava un grado di accuratezza superiore a una specificata soglia, il risultato veniva stampato tramite una macchina per scrivere elettrica.
Così venivano decifrati circa 4000 messaggi tedeschi, italiani e giapponesi al giorno. Tale potenza di calcolo è comparabile a quella di un piccolo processore degli anni novanta.
Alla fine della guerra la macchina fu distrutta e i progetti relativi bruciati, per ordine del servizio segreto inglese. Solo in tempi recenti ne è stata costruita una replica funzionante, completata nel 2007, oggi esposta nel Museo nazionale dell'elaborazione, ospitato a Bletchley Park.